# Atrophaneura kuehni
Atrophaneura kuehni là một loài bướm ngày thuộc họ Papilionidae. Loài này phân bố ở Sulawesi. Phía lưng của con đực có màu đen tổng thể, mặt bụng có một mảng màu đỏ. Con cái là màu nâu với những mảng nhạt màu hơn so với con đực .